# اوسوگ
اوسوگ (به لاتین: Usug) یک منطقهٔ مسکونی در روسیه است که در شهرستان کوراخسکی واقع شده‌است.